# Sid Daniels
Sidney Edward Daniels (19 de novembro de 1893 – 25 de maio de 1983), conhecido como Sid Daniels, foi um marinheiro mercante britânico e último membro sobrevivente vivo da tripulação. Daniels tinha apenas 18 anos de idade quando o  naufrágio do Titanic ocorreu após atingir um iceberg em 15 de abril de 1912. Daniels sobreviveu após subir no casco virado para cima do bote desmontável B e foi resgatado pelo Carpathia horas depois. Também serviu na Primeira Guerra Mundial pela Royal Army Service Corps e na Segunda Guerra Mundial pela Marinha Mercante.

## Carreira marítima e oTitanic
Daniels nasceu em Portsmouth, Inglaterra. Em 1911, ele se juntou a tripulação do RMS Olympic na viagem inaugural do navio. ele também estava a bordo do Olympic quando este colidiu com o HMS Hawke no estreito de Solent. Mais tarde foi transferido para o RMS Titanic. Quando o navio fez sua viagem inaugural no começo de 1912, Daniels tinha 18 anos de idade.
De acordo com seu próprio relato, tudo estava calmo e silencioso enquanto estava dormindo em um beliche até que um dos vigias desceu e disse que todos tinham que colocar seus coletes salva-vidas e subir ao convés. Daniels foi então para o convés e aguardou por ordens junto com outros membros da tripulação. Eles receberam ordens de trazer todas as mulheres e crianças para o Convés dos Botes e colocá-los nos botes. Quando terminou sua tarefa, havia apenas um bote salva-vidas restante, que era um bote desmontável colocado no teto dos quartos dos oficiais. A tripulação tentava desce-lo usando vrampas improvisadas. Alguém pediu por uma faca e Daniels a entregou.
Depois, ele subiu perto da ponte e olhou dos lados de bombordo e estibordo, onde viu o nível da água se aproximando da ponte. Ele decidiu fazer algo assim que o nível da água atingiu seus joelhos. Depois de saltar sobre a grade, mergulhou na água.
Temendo que a sucção o afundasse, ele nadou para longe. Ele viu um clarão e nadou em direção ao bote desmontável B que estava virado. Daniels subiu no casco e conseguiu se sentar na quilha do bote salva-vidas.
Enquanto estavam no bote, eles oraram e aguardaram por ajuda. Daniels disse a um homem mais velho que estava cansado e que ia dormir; mas o homem o manteve acordado. Daniels mais tarde percebeu que se tivesse dormido, nunca mais teria acordado, devido ao frio.
Ficaram sentados no bote virado durante a noite e ao amanhecer um navio foi avistado. O RMS Carpathia finalmente os resgataram. Uma vez a bordo,  Daniels experimentou café pela primeira vez em sua vida. Disse que odiou o gosto do café mas não ligou pois aquilo o manteve aquecido. O levaram ao hospital, onde ficou por um tempo.

## Primeira e Segunda Guerras Mundiais
Durante a Primeira Guerra Mundial, Sidney Daniels se juntou ao Royal Army Service Corps, mas não participou de nenhum combate direto, o que o enfureceu. Ele voltou para casa em 1915 e quando foi entrevistado por um jornal local, disse que "não podia deixar de rir ao pensar em tudo que tinha passado".
Serviu também na Segunda Guerra Mundial pela Marinha Mercante britânica.

## Morte
Daniels morreu em sua casa em Portsmouth, em 25 de maio de 1983, aos 89 anos de idade. Viveu mais tempo do que qualquer outro membro sobrevivente da tripulação do Titanic, embora muitos passageiros sobreviventes viveram mais do que ele. A última passageira sobrevivente, Millvina Dean morreu  26 anos mais tarde em 2009.